# Dekanat tyrgowiszteński
Dekanat tyrgowiszteński – jeden z pięciu dekanatów metropolii warneńskiej i wielkopresławskiej Bułgarskiego Kościoła Prawosławnego. W jego strukturach działa 35 cerkwi i jedna kaplica.

## Cerkwie w dekanacie[1]
- Cerkiew św. Jana Rylskiego w Tyrgowiszte
- Cerkiew Zaśnięcia Matki Bożej w Tyrgowiszte
- Cerkiew Trójcy Świętej w Tyrgowiszte
- Cerkiew św. Dymitra Sołuńskiego w Tyrgowiszte
- Kaplica św. Grzegorza Teologa w Tyrgowiszte
- Cerkiew św. Dymitra Sołuńskiego w Omurtagu
- Cerkiew Trójcy Świętej w Alwanowie
- Cerkiew św. Dymitra Sołuńskiego w Aleksandrowie
- Cerkiew Trójcy Świętej w Antonowie
- Cerkiew Trójcy Świętej w Bełomorcach
- Cerkiew św. Jerzego w Buchowcach
- Cerkiew Świętych Konstantyna i Heleny w Wardunie
- Cerkiew św. Eliasza w Wasilu Łewskim
- Cerkiew Narodzenia Matki Bożej w Golamym Sokołowie
- Cerkiew Świętych Apostołów Piotra i Pawła w Dolnej Złatnicy
- Cerkiew św. Michała Archanioła w Dyłgaczu
- Cerkiew św. Dymitra Sołuńskiego w Zdrawcu
- Cerkiew Wniebowstąpienia Pańskiego w Zdrawcu
- Cerkiew św. Jerzego w Izdorowie
- Cerkiew Wniebowstąpienia Pańskiego w Ilijnie
- Cerkiew Trójcy Świętej w Kamburowie
- Cerkiew św. Dymitra Sołuńskiego w Kitinie
- Cerkiew św. Jerzego w Konaku
- Cerkiew św. Jerzego w Kralewie
- Cerkiew Trójcy Świętej w Lilaku
- Cerkiew św. Dymitra Sołuńskiego w Łowcu
- Cerkiew św. Dymitra Sołuńskiego w Makariopolskim
- Cerkiew św. Jana Chrzciciela w Małogradcu
- Cerkiew św. Jana Rylskiego w Mirowcu
- Cerkiew św. Dymitra Sołuńskiego w Nadarewie
- Cerkiew św. Jerzego w Razdelcach
- Cerkiew św. Paraskiewy Bułgarskiej w Ralicy
- Cerkiew Zaśnięcia Matki Bożej w Ruecu
- Cerkiew św. Eliasza w Semercach
- Cerkiew św. Paraskiewy w Straży
- Cerkiew Zaśnięcia Matki Bożej w Jastrebinie